# Westzaan
Westzaan is een dorp en een voormalige gemeente in de Zaanstreek, dat in 1974 opging in de gemeente Zaanstad, in de provincie Noord-Holland.
Westzaan werd in 1811 zelfstandig, daarvoor was het het belangrijkste dorp van de Banne Westzaan. Hieraan herinnert nog het in opdracht van de Banne onder architect Johan Samuel Creutz gebouwde rechthuis in Lodewijk XVI-stijl, de constructie waarvan de periode 1781-1783 in beslag nam. Tussen 1816 en 1974 deed het dienst als gemeentehuis. In 2004 was het eigendom van een stichting en Rijksmonument. Voorts staat er een kruiskerk uit de 18e eeuw van architect Jan van der Streng. De kruiskerk had oorspronkelijk een toren, die in 1843 is ingestort. De toren is nooit herbouwd.
Het grootste deel van Westzaan bestaat uit lintbebouwing langs een dijk die de Polder Westzaan doorsnijdt. Het bestaat uit meerdere buurtschappen, van oorsprong waren dit Weiver, Kerkbuurt, Krabbebuurt, Zuideinde en het iets later ontstaande Noordeinde. Het Noordeinde wordt sinds de 20e eeuw Middel genoemd, wegens de samensmelting met het plaatje De Middel. Kerkbuurt wordt niet meer gezien als een eigen buurtschap omdat het het dorpscentrum is geworden van Westzaan. De Krabbebuurt wordt sinds de 20e eeuw de J. J. Allanstraat genoemd. Bij de overtoom bij Zuideinde is later de buurtschap Westzaner-Overtoom ontstaan.
Er zijn nog vijf molens in Westzaan. Allereerst de enige windpapiermolen ter wereld, molen De Schoolmeester. Daarnaast de enige nog complete pelmolen in de Zaanstreek, Het Prinsenhof, Het Vergulde Hart uit 1744 een klein zogenaamd speelmolentje waarin kinderen vroeger het ambacht van molenaar werd bijgebracht staat in vervallen toestand op het perceel achter Zuideinde 274. Tot slot tussen beide molens in staan op een eilandje de voormalige specerijmolen De Jonge Dirk en het kleine wipmolentje De Zwaan in de gouw. In de omgeving stond tot 1918 de molen De Veldmuis. Deze molen is sinds 2019 in herbouw, maar nu als woonhuis. De molen zal wel kunnen draaien, waarbij elektriciteit voor de woning wordt opgewekt.
Westzaan is samen met het nabijgelegen Oostzaan het oudste dorp in de Zaanstreek. Door deze twee dorpen is later Zaandam ontstaan. In Westzaan waren vroeger meer dan honderdvijftig molens.
Een bijnaam van Westzaners is Kroosduikers, daarom heet een van de basisscholen ook de Kroosduiker.

## Monumenten
Een deel van Westzaan is een beschermd dorpsgezicht. 
Zie ook:
- Lijst van rijksmonumenten in Westzaan.
- Lijst van gemeentelijke monumenten in Westzaan

## Geboren
- Klaas Ris  (1821), socialist
- Gerrit Peijs (1945), voetballer
- Abe van den Ban (1946), voetballer
- Brechtje Kat (1982), actrice en zangeres

## Zie ook

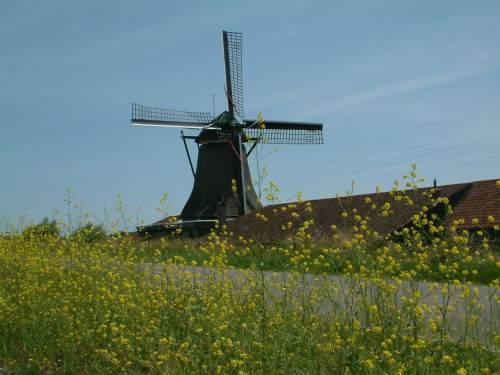
Papiermolen De Schoolmeester

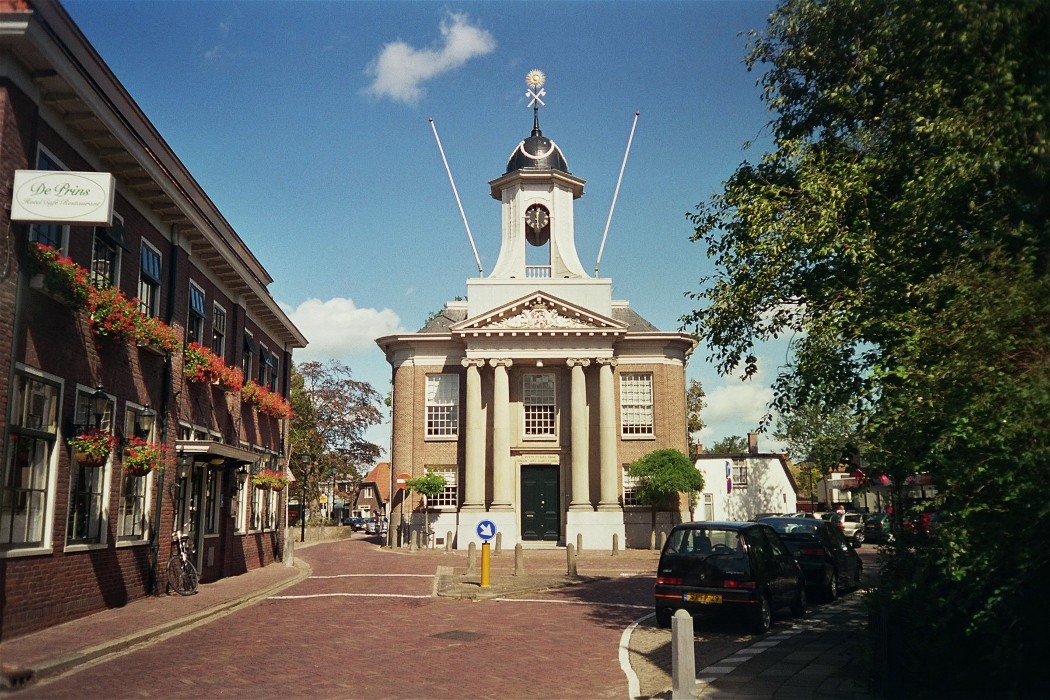
Het recht- en raadhuis.